# Abe Isoo

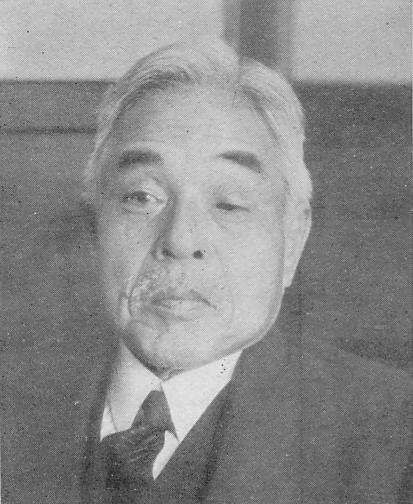
Abe Isoo

Abe Isoo (japanisch 安部 磯雄; * 4. Februar 1865 in Fukuoka; † 10. Februar 1949 in Tokio) war ein bedeutender christlich-sozialer Parlamentarier, Intellektueller und Pazifist mit wichtigem Einfluss auf das politische Japan vor, zwischen und nach den Weltkriegen.

## Biografie
Der aus dem hohen japanischen Samurai-Adel stammende Abe Isoo absolvierte von 1879 bis 1884 ein Studium an der privaten, von Niijima Jō gegründeten protestantisch geprägten Dōshisha Eigakkō (heute: Dōshisha-Universität) bei Kyōto, wo er auch 1882 christlich getauft wurde. Dem schlossen sich Studienaufenthalte an der Hartford School of Theology (1891–1895) und auch an der Humboldt-Universität zu Berlin an. Nach seiner Rückkehr im Jahr 1895 wurde er Dozent an der Dōshisha, später an der Tōkyō Semmon Gakkō (heute: Waseda-Universität).
Am 19. Mai 1901 gehörte er neben Katayama Sen, Kawakami Kiyoshi, Kinoshita Naoe, Kōtoku Shūsui und Nishikawa Kōjirō zu den Mitbegründer der Shakai Minshutō. Die Partei forderte in einer Erklärung die Abschaffung des Kizokuin, die Einführung des allgemeinen Wahlrechts sowie die Reduzierung und Abschaffung von Bewaffnungsprogrammen des Militärs. Als die Partei einer Aufforderung der Tokioter Polizei, die Passage bezüglich des Kizokuin aus ihrer Erklärung zu streichen nicht nachkam, wurde sie noch im selben Jahr verboten. In den folgenden Jahren beteiligte er sich an verschiedenen politischen Gruppierungen und Gewerkschaften. 1928 zog er für die Shakai Minshūtō (社会民衆党, „Sozialistische Volkspartei“) ins japanische Unterhaus ein. Nachdem die Nachfolgepartei Shakai Taishūtō im Februar 1940 den Ausschluss Saitō Takaos aus dem Parlament für eine den Krieg gegen China kritisierende Rede unterstützte, verließ Abe sie mit einigen anderen und zog sich aus der Politik zurück.

## Baseball
Abe war auch ein wichtiger Förderer des Baseball in Japan: Er gründete 1901 den Baseball-Club der heutigen Waseda und war unter anderem der erste Vorsitzende der Liga der Sechs Universitäten von Tokio und nach dem Zweiten Weltkrieg Gründungsvorsitzender der Nihon Gakusei Yakyū Kyōkai, dem japanischen Dachverband für Oberschul- und Hochschulwettbewerbe. Er wird daher auch als „Vater des Studentenbaseballs“ (学生野球の父, gakusei yakyū no chichi) bezeichnet und 1959 in die japanische Baseball Hall of Fame aufgenommen.